# قنطريون أبيض
القنطريون الأبيض واسمه العلمي (باللاتينية: Centaurea alba) نوع نباتي ينتمي إلى جنس القنطريون من الفصيلة النجمية.

## الموئل والانتشار
موطنه شبه جزيرة أيبيريا (إسبانيا والبرتغال).

## الوصف النباتي

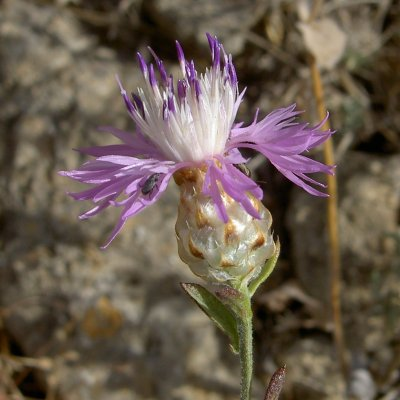